# Middle Class Revolt
Middle Class Revolt è un album della band The Fall pubblicato nel 1994 dalla Permanent Records.

## Tracce
1. "15 Ways" (Mark E. Smith, Craig Scanlon, Steve Hanley)
2. "The Reckoning" (Smith, Scanlon, Hanley)
3. "Behind the Counter" (Smith, Scanlon, Hanley) - credited on the single release to (Smith/Karl Burns)
4. "M5#1" (Smith, Scanlon, Hanley) - credited on "Behind The Counter" single to (Dave Bush/Simon Wolstencroft/Smith)
5. "Surmount All Obstacles" (Smith, Scanlon, Hanley)
6. "Middle Class Revolt!" (Smith, Scanlon, Hanley)
7. "War" (Peter Blegvad/Anthony Moore)
8. "You're Not Up to Much" (Smith, Scanlon, Hanley)
9. "Symbol of Mordgan" (Smith, Scanlon, Hanley)
10. "Hey! Student" (Smith, Scanlon, Hanley) - credited on The Complete Peel Sessions 1978-2004 to (Smith)
11. "Junk Man" (McFree) - actually Tony McPhee
12. "The $500 Bottle of Wine" (Smith, Scanlon, Hanley)
13. "City Dweller" (Smith, Scanlon, Hanley)
14. "Shut Up!" (The Monks)